# Jan Edward Kucharski
Jan Edward Kucharski (ur. 26 grudnia 1914 w Sosnowcu, zm. 1 lipca 1979 w Warszawie) – polski prozaik, autor utworów dla dzieci i młodzieży, słuchowisk i widowisk telewizyjnych.
Był absolwentem Szkoły Głównej Handlowej w Warszawie. W 1939 uczestniczył w kampanii wrześniowej na Podkarpaciu. W powstaniu warszawskim 1944 służył w oddziałach pomocniczych AK i m.in. współdziałał w ratowaniu zbiorów etnograficznych i biblioteki wydawcy J. Michalskiego. Po wojnie ranny przebywał krótko w Zakopanem, następnie w Zagłębiu Dąbrowskim był w latach 1945–1953 organizatorem życia kulturalnego (tworzenie klubów literackich).
Od 1953 przebywał w Warszawie. Pracował w redakcji tygodnika „Żołnierz Polski”, publikował w czasopismach dziecięco-młodzieżowych („Płomyczek”, „Płomyk”), współpracował z Polskim Radiem. W latach 1965–1970 pracował w Telewizji Polskiej, gdzie był m.in. kierownikiem Teatru Młodego Widza. Pochowany został na cmentarzu w Wilanowie.
Debiutował w 1935 na łamach prasy jako felietonista. Po wojnie jako prozaik debiutował Notatkami z łowiska w czasopiśmie „Łowiec Polski”. Jego oparte na wnikliwych obserwacjach opowiadania i drobne szkice liryczne oddają umiłowanie przyrody i subtelne odczuwanie jej piękna.

## Twórczość
- Zielone serce (1957) – powieść dla młodzieży
- Leśne godziny (1958) – zbiór opowiadań o zwierzętach leśnych
- Deresz (1958) – powieść
- Bunkier Cygana i inne opowiadania (1959)
- Wawa i jej pan (1960) – opowiastka dla dzieci
- Co komu z lasu (1965) – opowiadania
- Tylko dla odważnych – opowiadania o żołnierzach (1967)
- Zeszyt z brzozowej kory – notatnik myśliwski (1968)
- Piotruś szuka przyjaciela (1970) – powieść dla dzieci
- Dwa brzegi rzeki (1971) – powieść
- Moja babcia czarownica (1974) – powieść
- Michał i tajemnica dziadka (1975) – powieść
- Wędrówki z dziadkiem Romanem (1977) – powieść
- Befsztyk z bawołu (1978) – opowiadania
- Warszawiacy (1978) – opowieści
- Przyniesione z lasu (1980) – opowiadania
- Pożegnanie z dwunastką – opowiadania (1987)

oraz wspólnie z Marią Kownacką:
- Wiatrak profesora Biedronki (1965) – powieść
- Skarb pod wiatrakiem (1967) – powieść